# Gilbert Saboya Sunyé
Gilbert Saboya Sunyé (Sant Julià de Lòria, 28 de juliol de 1966) és un polític andorrà. Va ser ministre d'Afers Exteriors del Principat del 2011 al 2017, i ministre d'Economia, Competitivitat i Innovació entre el 2017 i el 2019. Va començar la seva trajectòria política el 1994 com a conseller general pel partit Agrupament Nacional Democràtic. Durant la legislatura del 1994 fins al 1996 també va ser President de la Comissió Legislativa d'Economia. Amb el temps va liderar diverses formacions polítiques locals, fins que el 2011 es va unir a Demòcrates per Andorra.

## Formació
El 1989 es va llicenciar en Ciències Econòmiques a la Universitat de Ciències Socials de Tolosa I (França)